# Antoine Houdar de La Motte
Pour les articles homonymes, voir La Motte.
Antoine Houdar (ou Houdart) de La Motte, né le 17 janvier 1672 à Paris où il est mort le 26 décembre 1731, est un écrivain et dramaturge français. Il tient une place importante dans la vie littéraire de son temps par ses écrits et ses conceptions.

## Biographie
Fils d'un chapelier, Houdar de La Motte fut élève chez les Jésuites, puis fit des études de droit avant de se consacrer à la littérature.
En 1693, sa première pièce, la comédie Les Originaux, farce en prose mêlée de vers donnée au Théâtre-Italien, fut un tel fiasco que Houdar, déprimé, pensa un moment se faire moine. Il entra à l'Abbaye de La Trappe et en sortit au bout de deux mois, avant d'avoir pris l'habit, le père supérieur le lui ayant fortement déconseillé.
Six ans plus tard, il connut le succès avec un livret d’opéra, l'Europe galante (1697). Encouragé par ce début, il donna coup sur coup de nombreux livrets d'opéras-ballets, pour des compositeurs tels qu’André Campra, Destouches et Marin Marais. Il introduisit à l'opéra trois innovations : le ballet, la pastorale et la comédie-ballet. Il donna également six comédies qui réussirent moins bien, quoique Le Magnifique et L'Amante difficile aient eu un certain succès. C'est dans cette pièce qu'apparut pour la première fois Silvia, l'interprète préférée de Marivaux. La pièce annonce d'ailleurs les jeux de l'amour mise au théâtre par ce grand dramaturge. Si l'écriture d'Houdart est plus brève, il entre dans la même problématique, avec un sens du comique certain ; comme son rival en dramaturgie, il est féministe. Il écrivit quatre tragédies dont l’une, Inès de Castro (1723), d'après un sujet tiré de Camoëns, triompha au Théâtre-Français, bien avant celle de Montherlant qui reprit avec bonheur le sujet.
Dans le salon de la marquise de Lambert, dont La Motte était l'un des piliers, avec son ami Fontenelle, avec qui il partageait absence de préjugé et esprit d’investigation, on discutait de la question de savoir si la versification était indispensable à la poésie. On estima en définitive que le vers rendait le poète esclave de règles superflues, compliquées et néfastes, qui favorisaient les chevilles et les périphrases et entravaient l'expression vraie de la poésie. On préconisa de revenir à la netteté et à la fermeté de la prose, surtout au théâtre pour des raisons de naturel. Houdar de La Motte voulut démontrer que la prose pouvait fort bien servir la poésie. Il donna Les Aventures de Télémaque de Fénelon comme un exemple en ce sens et mit en prose une scène de Mithridate de Racine dont il assura qu'elle gagnait à ce traitement. Pourtant, admirateur de La Fontaine, il écrivit des fables en vers. Certaines ont un style très achevé, et témoignent d'un certain pessimisme.
Il fut un des fidèles de la duchesse du Maine, dans le cercle restreint des chevaliers de la Mouche à Miel et participa aux salons littéraires et aux Grandes Nuits de Sceaux qu'elle donna en son Château de Sceaux.
Houdar de La Motte discuta également de la validité des conventions du théâtre classique, et notamment de la règle des trois unités :

« Je ne prétends [...] pas anéantir ces règles, écrivait-il dans son Discours sur la tragédie ; je veux dire seulement qu'il ne faudrait pas s'y attacher avec assez de superstition, pour ne les pas sacrifier dans le besoin à des beautés plus essentielles. »

Il versifia, en 1714, sans connaître le grec, la traduction de l’Iliade publiée par Anne Dacier en 1699. La préface de cette traduction contient un Discours sur Homère dans lequel, après s'être livré à une critique en règle de l'original dans laquelle il stigmatise la grossièreté des personnages, la prolixité de leurs discours, les répétitions, les énumérations, etc., il affirme : « J’ai pris la liberté d’y changer ce qui j’y trouvais de désagréable ». Dans ses Réflexions sur la critique, il précise :

« L'Iliade d'Homère, que bien des gens connaissent plus de réputation que par elle-même, m'a paru mériter d'être mise en vers français, pour amuser la curiosité de ceux qui ne savent pas la langue originale. Pour cela j'interroge Homère ; c'est-à-dire que je lis son ouvrage avec attention ; et persuadé en le lisant que rien n'est parfait, et que les fautes sont inséparables de l'humanité, je suis en garde  contre la prévention, afin de ne pas confondre les beautés et les fautes. Je crois sentir ensuite que les dieux et les héros, tels qu'ils sont dans le poème grec, ne seraient pas de notre goût ; que beaucoup d'épisodes paraîtraient trop longs ; que les harangues des combattants seraient jugées hors d'œuvre, et que le bouclier d'Achille paraîtrait confus, et déraisonnablement merveilleux. Plus je médite ces sentiments, plus je m'y confirme ; et après y avoir pensé autant que l'exige le respect qu'on doit au public, je me propose de changer, de retrancher, d'inventer même dans le besoin ; de faire enfin selon ma portée, tout ce que je m'imagine qu'Homère eût fait, s'il avait eu affaire à mon siècle. »

De fait, La Motte avait non seulement abrégé de moitié l'ouvrage d'Homère, réduit de 24 à 12 chants, mais il l'avait enjolivé et mis au goût du jour. Anne Dacier apprécia peu le procédé et répliqua dans un Traité des causes de la corruption du goût. La Motte répondit à son tour dans ses Réflexions sur la critique (1716), dans lesquelles, ranimant la querelle des Anciens et des Modernes lancée par Charles Perrault au XVIIe siècle, il prenait résolument le parti des Modernes. Indépendamment des mérites de cette controverse, il y conserva toujours un esprit et une courtoisie qui contrastèrent très favorablement avec les méthodes de ses rivaux. Pourtant il adapta un texte antique : La Matrone d'Ephèse, en ne s'indignant pas de l'infidélité de la veuve prête à sacrifier le cadavre de son vieux mari pour sauver son jeune amant. Au contraire, il semble sourire avec esprit de cette situation insolite.
L'affaire fit grand bruit. Jean-Baptiste Rousseau, qui ne pardonnait pas à La Motte d'avoir été élu contre lui à l'Académie française, lui décocha de venimeuses épigrammes. On fit sur le sujet de petites pièces où les protagonistes étaient aisés à reconnaître sous des noms supposés. En définitive, Fénelon, choisi pour juge de la querelle, mit tout le monde d'accord en déclarant « qu'on ne peut trop louer les modernes qui font de grands efforts pour surpasser les anciens. Une si noble émulation promet beaucoup ; elle me paraîtrait dangereuse si elle allait jusqu'à mépriser et à cesser d'étudier ces grands originaux. »[réf. nécessaire]
La Motte était aussi l'un des habitués des cafés philosophiques, fréquentant les établissements de la Veuve Laurent, de Graudot ou le Café Procope. Élu à l’Académie française le 8 février 1710, il devint aveugle peu après et supporta son infirmité avec stoïcisme. À un jeune homme qui l'avait souffleté parce qu'il lui avait marché sur le pied, il dit ainsi : « Vous allez être bien fâché, monsieur, je suis aveugle. ».
En 1726, il entretint une correspondance avec la duchesse du Maine dans laquelle – quoique aveugle et perclus de ses membres – il eut la goutte, et sa protectrice l'aidait à se promener en fauteuil roulant, pourtant il jouait l'amoureux et elle la bergère ingénue. On possède un tableau qui le représente, avec Fontenelle et  Saurin, dans le salon de la sœur de Mme de Tencin, cette dernière leur apportant le chocolat.
Il fut inhumé dans l'église Saint-André-des-Arts à Paris.

## Œuvres

### Postérité littéraire
Houdar de La Motte a composé des Odes, parmi lesquelles on peut citer celles sur l'Émulation, sur la mort de Louis XIV ou encore À la Paix, mais dont on estime le plus celle sur l'Homme :
Impatient de tout connaître
Et se flattant d'y parvenir,
L'esprit veut pénétrer son être,
Son principe et son avenir ;
Sans cesse il s'efforce, il s'anime ;
Pour sonder ce profond abîme
Il épuise tout son pouvoir ;
C'est vainement qu'il s'inquiète ;
Il sent qu'une force secrète
Lui défend de se concevoir.
Il a publié en 1719 des Fables nouvelles, ce qualificatif voulant marquer que les sujets en sont de son invention, à la différence de ceux de La Fontaine qui s'était inspiré des anciens fabulistes. Ces fables manquent généralement de poésie et se développent avec la sécheresse d'une démonstration de mathématiques qui semble n'avoir d'autre but que d'arriver à la conclusion morale. Certaines d'entre elles renferment toutefois des vers heureux, par exemple :
C'est un grand agrément que la diversité :
Nous sommes bien comme nous sommes.
Donnez le même esprit aux hommes,
Vous ôtez tout le sel de la société.
L'ennui naquit un jour de l'uniformité.
(Les amis trop d'accord)
Je parle peu, mais je dis bien :
C'est le caractère du sage.
(La montre et le cadran solaire)
Il écrivit également les textes des cantates sacrées qu'Élisabeth Jacquet de La Guerre mit en musique (en 1708 :  Esther, Le Passage de la Mer Rouge, Jacob et Rachel, Jonas, Suzanne, Judith ; en 1711 : Adam, Le Temple rebâti, Le Déluge, Joseph, Jephté et Samson).
Sa réputation repose aujourd’hui sur l’excellente prose dans laquelle il a exprimé ses vues, bien meilleure que ses vers, durs et sans couleur. On se souvient aussi qu'il s'abstint de répondre à une lettre de Jean-Philippe Rameau qui aurait souhaité mettre en musique un de ses livrets : probablement une belle occasion manquée par Houdar de la Motte. Mais, plus que par ses productions, c'est par son rôle dans le mouvement des idées et par la place importante qu'il occupa dans la vie littéraire de son temps que le nom de Houdar de La Motte est parvenu jusqu'à nous.  « Il prouva, selon Voltaire, que dans l'art d'écrire on peut être encore quelque chose au second rang. »

### Œuvres poétiques
- Le Premier livre de l'Iliade, traduit en vers français, 1701
- Églogue sur la naissance de Mgr le duc de Bretagne, 1707
- Odes
  - Odes avec un Discours sur la poésie en général, et sur l'ode en particulier, 1707 (plusieurs éditions ultérieures)
  - Le Deuil de la France, ode, 1712
  - Le Souverain, ode, 1712
  - Ode sur la mort de Louis le Grand, ode, 1716
  - La critique, ode, 1720
- Fables
  - Fables nouvelles, Paris, 1719 (plusieurs éditions ultérieures)
  - Le Cygne, fable allégorique, 1714
  - L'Indien et le soleil, 1720

### Œuvres critiques
- Discours sur Homère, 1714
- Réflexions sur la critique, Paris, G. Du Puis, 1715
- Discours sur la fable, Paris, Grégoire Dupuis, 1719
- Discours sur la poésie, Paris, Prault l'aîné, 1754
- Discours sur la tragédie, Paris, Prault l'aîné, 1754
- Suite des Réflexions sur la tragédie, 1730

### Œuvres dramatiques

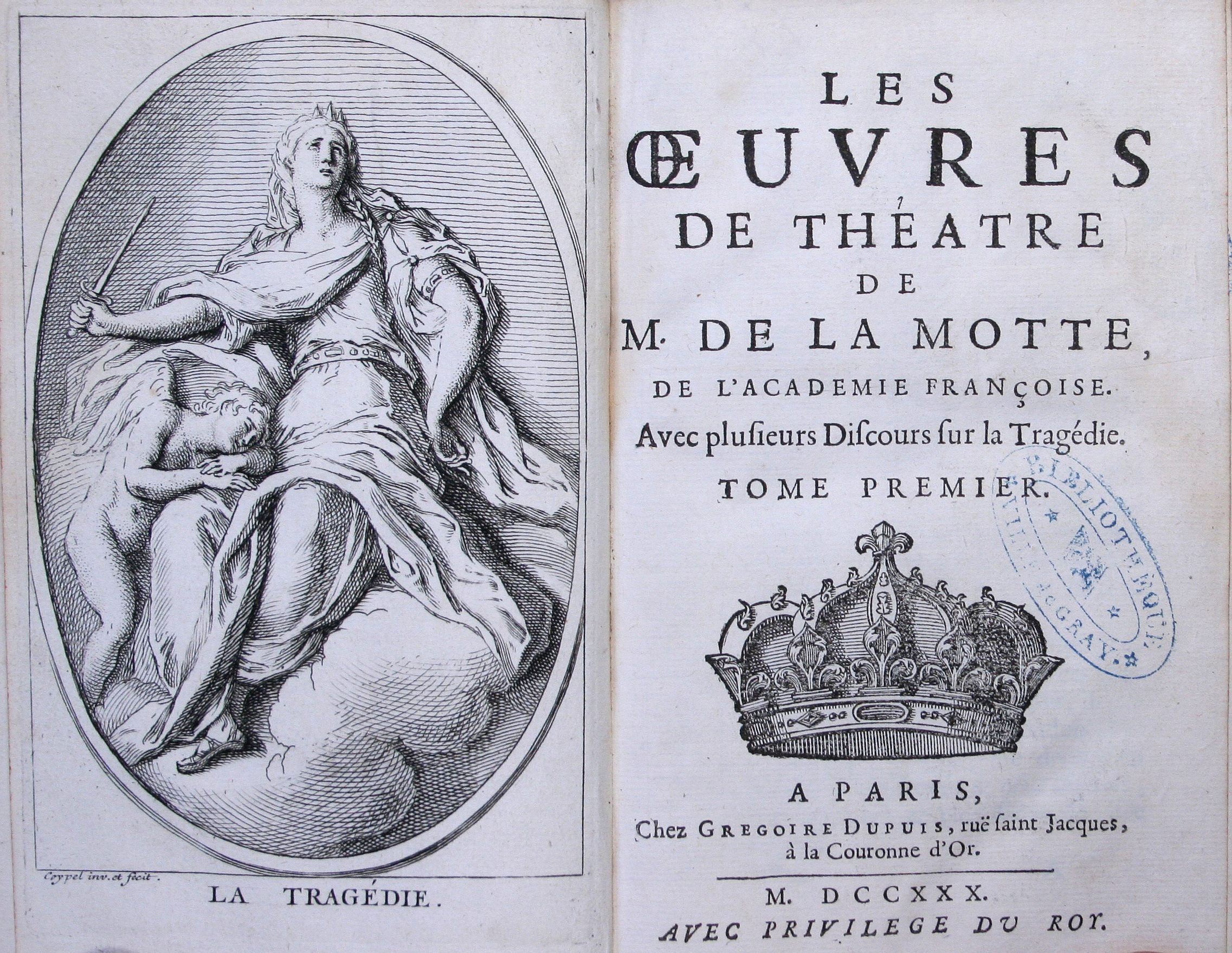
Frontispice et titre d'une édition de 1730 (exemplaire de la bibliothèque patrimoniale de Gray)

- Les Originaux ou l'Italien, comédie en musique en 3 actes, musique de M. de Masse, représentée sur le théâtre de l'Hôtel de Bourgogne, le 13 août 1693
- Issé, pastorale héroïque en 3 actes avec prologue, représentée au château de Fontainebleau le 7 octobre 1697
- L'Europe galante, opéra-ballet en 4 actes et un prologue, musique d'André Campra, représenté au théâtre du Palais-Royal (Académie royale de musique) le 24 octobre 1697
- Amadis de Grèce, tragédie lyrique en 5 actes et un prologue, musique d'André Cardinal Destouches, représentée le 25 mars 1699 (Académie royale de musique)
- Marthésie, première reine des Amazones, tragédie lyrique en 5 actes et un prologue, musique d'André Cardinal Destouches, représentée au château de Fontainebleau le 11 octobre 1699
- Le Triomphe des arts, opéra-ballet en 5 actes, musique de Michel de La Barre, représenté au théâtre du Palais-Royal (Académie royale de musique) le 16 mai 1700
- Canente, tragédie lyrique en 5 actes et un prologue, musique de Pascal Collasse et Antoine Dauvergne, représentée au théâtre du Palais-Royal (Académie royale de musique) le 4 novembre 1700
- Les Trois Gascons, comédie avec divertissements en 1 acte, avec Nicolas Boindin, musique de Giuseppe Maria Cambini et Nicolas Racot de Grandval, dit Grandval le Père, représentée à la Comédie-Française le 4 juin 1701
- Omphale, tragédie lyrique en 5 actes et un prologue, musique d'André Cardinal Destouches, représentée au théâtre du Palais-Royal (Académie royale de musique) le 10 novembre 1701
- La Matrone d'Éphèse, comédie en 1 acte et en prose, représentée à la Comédie-Française le 23 septembre 1702
- Le Carnaval et la folie, comédie-ballet en 4 actes et un prologue, musique d'André Cardinal Destouches, représentée au château de Fontainebleau le 3 janvier 1703
- Le Port de mer, comédie en 1 acte et en prose, avec Nicolas Boindin, musique de Nicolas Racot de Grandval, dit Grandval le Père, représentée à la Comédie-Française le 27 mai 1704
- La Vénitienne, opéra-ballet en un prologue et 3 actes, musique de Michel de La Barre, représenté au théâtre du Palais-Royal (Académie royale de musique) le 26 mai 1705 ; remis en musique par Antoine Dauvergne, Académie royale de musique, 6 mai 1768
- Alcione, tragédie lyrique en 5 actes et un prologue, musique de Marin Marais, représentée au théâtre du Palais-Royal (Académie royale de musique), le 18 février 1706
- Sémélé, tragédie lyrique en 5 actes, musique de Marin Marais, représentée au théâtre du Palais-Royal (Académie royale de musique) le 9 avril 1709
- La Ceinture de Vénus, tableau dramatique, musique de Jean-Joseph Mouret, représenté au château de Sceaux le 19 avril 1715
- Apollon et les muses, tableau dramatique, musique de Jean-Joseph Mouret, représenté au château de Sceaux le 19 avril 1715
- L'Amante difficile ou l'amant constant, comédie en 5 actes et en prose, avec Pierre Rémond de Sainte-Albine, représentée au théâtre de l'Hôtel de Bourgogne le 17 octobre 1716
- Les Macchabées, tragédie en 5 actes et en vers, représentée à la Comédie-Française le 6 mars 1721
- Romulus, tragédie en 5 actes et en vers, représentée à la Comédie-Française le 8 janvier 1722
- Inès de Castro, tragédie en 5 actes et en vers, représentée à la Comédie-Française le 6 avril 1723
- Œdipe, tragédie en 5 actes et en vers, représentée à la Comédie-Française le 18 mars 1726
- L'Italie galante ou les contes, comédie en un prologue et 3 parties (Le Talisman, Richard Minutolo, Le Magnifique), représentée à la Comédie-Française le 11 mai 1731. Le Magnifique est repris au château de Fontainebleau le 15 novembre 1753, avec l'acte de ballet Aruéris de Louis de Cahusac et Jean-Philippe Rameau, tiré des Fêtes de l'Hymen et de l'Amour, et des intermèdes mis en musique par Rebel et Francoeur, et des ballets de Laval.
- L'Amante difficile, divertissement en 5 actes et en prose, musique de Jean-Joseph Mouret, représenté au théâtre de l'Hôtel de Bourgogne le 23 août 1731
- Scanderberg, tragédie lyrique en 5 actes et un prologue,  livret posthume, achevé par Jean-Louis-Ignace de La Serre, musique de François Francœur et François Rebel, représentée au théâtre du Palais-Royal (Académie royale de musique) le 25 octobre 1735
- Pygmalion, ballet, remanié par Ballot de Sauvot, musique de Jean-Philippe Rameau, représenté au château de Fontainebleau le 27 août 1748
- Prométhée, prologue en vers, repris pour Titon et l'Aurore, pastorale héroïque en 3 actes, de Claude-Henri de Fusée de Voisenon et l'abbé de La Marre, musique de Jean-Joseph Cassanéa de Mondonville, représentée au théâtre du Palais-Royal (Académie royale de musique) le 9 janvier 1753
- Le Ballet des fées, ballet
- Le Calendrier des vieillards, comédie en 1 acte et en prose
- Climène, pastorale en 1 acte et en vers
- Les Âges, opéra-ballet en 4 actes et un prologue
- 12 Cantates (texte d'Antoine Houdard de la Motte), composées par Élisabeth Jacquet de La Guerre, Esther, Le passage de la mer rouge, Jacob et Rachel, Jonas, Susanne, Judith, Adam, Le Temple rebâti, Le Déluge, Joseph, Jephté, Samson.

## Décorations
- Chevalier de l'Ordre de la Mouche à miel